# 近衛基平
近衛 基平（このえ もとひら、旧字体：近󠄁衞 基平󠄁）は、鎌倉時代中期の公卿。摂政・近衛兼経の長男。官位は従一位・関白、左大臣。近衛家5代当主。通称は深心院関白（しんしんいん かんぱく）。号に深心院、西谷がある。日記に「深心院関白記」がある。

## 経歴
建長3年（1251年）8月、五帝本紀を上達座において読む。建長7年（1255年）10歳で従三位・権中納言に叙任される。12月には左近衛大将を兼任。
建長8年（1256年）正三位に叙される。正嘉元年（1257年）従二位・権大納言に叙任。正嘉2年（1258年）には正二位・内大臣、弘長元年（1261年）には右大臣に昇る。弘長3年（1263年）に従一位に陞叙され、同年中に一上となる。文永2年（1265年）左大臣となり、文永4年（1267年）関白を務める。
文永4年（1267年）に家臣と共に「殿暦」を写本（22冊）。
文永5年（1268年）11月15日頃に痢病を患い、19日薨去。享年23。此時、嗣子家基は8歳であった。
父兼経没の時は幼少なので、近衛殿に同居中であったろうし、そのまま家長となって、住み嗣いだらしい。そして、母仁子はいつ頃からか、靡殿（一条北地）に避居したのである。

## 略年表
※日付＝旧暦
| 年                | 日付     | 年齡 | 出来事                                                         | 備考 |
| ----------------- | -------- | ---- | -------------------------------------------------------------- | --- |
| 寛元4年（1246年） | 10月10日 | 1    | 誕生                                                           | 今日酉剋、近衛殿北政所御産平安、男子云々、可悅々々、（『民経記』同日条） |
| 宝治2年（1248年） | 6月25日  | 3    | 行魚味之儀                                                     | 摂政若君魚味也、（『百練抄』同日条） |
| 建長3年（1251年） | 8月11日  | 6    | 読書始                                                         | 今日小童六歲、初有読書事、密儀也、勘解由小路前中納言経光卿授之、五帝本紀也、小童出上達部座読之、座前立机、黑漆如常、點図・角筆等置之、経光卿著机前円座教之、了退、小童帰入簾中、日時図書頭在直勘申之、家司兵部権大輔時仲覧之、内々披見之儀也、（『岡屋関白記』同日条） |
| 建長6年（1254年） | 1月28日  | 9    | 於後嵯峨上皇御所元服、聴禁色、升殿、叙正五位下                 | 近衛前関白兼経息名字基平、於仙洞御元服、即叙正五位下、被仰禁色事也、（『百練抄』同日条） |
| 建長6年（1254年） | 2月3日   | 9    | 任侍従                                                         | |
| 建長6年（1254年） | 4月7日   | 9    | 任右近衛少将                                                   | |
| 建長6年（1254年） | 7月2日   | 9    | 転右近衛中将                                                   | 四位少将転之、執柄子息雖五位任之、（『官職秘抄』左右近衛府・中将条） 五位時任之、執柄息外不可然云々、（『職原抄』中将条） |
| 建長6年（1254年） | 8月5日   | 9    | 叙従四位下                                                     | |
| 建長6年（1254年） | 12月17日 | 9    | 叙正四位下越階                                                 | |
| 建長7年（1255年） | 2月13日  | 10   | 叙従三位中将如元、兼伊予権守                                   | |
| 建長7年（1255年） | 6月2日   | 10   | 任権中納言中将如元                                             | |
| 建長7年（1255年） | 6月25日  | 10   | 納言後着陣                                                     | |
| 建長7年（1255年） | 7月4日   | 10   | 後嵯峨上皇御幸供奉                                             | 法勝寺御八講第二日、有御幸、依有催予供奉、（『深心院関白記』同日条） |
| 建長7年（1255年） | 8月27日  | 10   | 為祈年穀奉幣上卿                                               | 此日穀奉幣也、（『深心院関白記』同日条） |
| 建長7年（1255年） | 10月19日 | 10   | 後深草天皇春日社行幸供奉、基平以南都教恩院為宿所               | 此日天皇幸春日社、（中略）余不立公卿列、於閑所門外騎馬、供奉御輿後、於四条大宮辺乘車、上皇於鳥羽殿御見物、仍於北門辺騎馬、至南門外又乘車、下向南都、直向宿所、舎弟小童居住教恩院也、（『深心院関白記』同日条）                                                         |
| 建長7年（1255年） | 11月16日 | 10   | 始為外記政上卿                                                 | 今日余始参行政、（『深心院関白記』同日条） |
| 建長7年（1255年） | 12月4日  | 10   | 蒙任大将兼宣旨                                                 | |
| 建長7年（1255年） | 12月13日 | 10   | 兼左近衛大将                                                   | 大臣、大納言、撰其人任之、但摂政関白家嫡、雖中納言参議任之、多左、（『官職秘抄』左右近衛府・大将条） 多是大納言中、上﨟譜第任此、於執柄息者越次所任也、又多被任左也、（『職原抄』大将条）                                                                              |
| 建長7年（1255年） | 12月24日 | 10   | 為左馬寮御監                                                   | |
| 建長7年（1255年） | 12月27日 | 10   | 任大将後着陣                                                   | |
| 建長8年（1256年） | 1月2日   | 11   | 後嵯峨上皇土御門殿御幸及大宮院入内供奉、基平被仰補院司之由     | 上皇幸承眀門院、還幸之後、大宮院又入内、両度余供奉、（中略）今日於院被仰補院司之由、（『深心院関白記』同日条） |
| 建長8年（1256年） | 1月7日   | 11   | 為白馬節會外弁                                                 | 天皇御南殿覽青馬、一如式、左大臣為内弁、（中略）余取白馬奏、（『深心院関白記』同日条） |
| 建長8年（1256年） | 1月10日  | 11   | 後嵯峨上皇御幸法勝寺供奉、基平与父兼経自法勝寺参法成寺         | 法勝寺修正、有御幸、余供奉、（中略）関白幷余自法勝寺参法成寺、（『深心院関白記』同日条） |
| 建長8年（1256年） | 1月19日  | 11   | 婚西園寺公相女                                                 | 今日右大臣姬君被来、子細太閤若令記給欤、（『深心院関白記』同日条） |
| 建長8年（1256年） | 1月21日  | 11   | 叙正三位                                                       | 除目議竟、（中略）今夜叙正三位、（『深心院関白記』同日条） |
| 建長8年（1256年） | 1月26日  | 11   | 加級後着陣                                                     | |
| 建長8年（1256年） | 2月4日   | 11   | 祈年祭始参入                                                   | |
| 建長8年（1256年） | 2月5日   | 11   | 西園寺公相女行始                                               | 女房行始、余半蔀車、前駈八人、武秋在共、雲客三四人、按察大納言被寄車、被渡右相府第、今出河、（『深心院関白記』同日条） |
| 建長8年（1256年） | 2月9日   | 11   | 春日祭始奉幣                                                   | 春日祭使立、奉幣、衣冠、持笏、祓儀如恒、自此春始奉幣、（『深心院関白記』同日条） |
| 建長8年（1256年） | 5月7日   | 11   | 後嵯峨上皇最勝講結願参入、次参後深草天皇之閑院内裏             | 院最勝講結願参入、退出之次参内、（『深心院関白記』同日条） |
| 建長8年（1256年） | 6月13日  | 11   | 後深草天皇行幸冷泉富小路殿供奉                                 | 今夜行幸前太相冷泉第、余供奉、（『深心院関白記』同日条） |
| 建長8年（1256年） | 7月3日   | 11   | 後嵯峨上皇新造五条大宮殿御移徙供奉                             | |
| 建長8年（1256年） | 7月5日   | 11   | 後嵯峨上皇自大宮新宮始御幸冷泉富小路殿供奉                     | |
| 康元2年（1257年） | 11月10日 | 12   | 任権大納言、蒙大将還宣旨                                       | |
| 康元2年（1257年） | 11月29日 | 12   | 叙従二位                                                       | |
| 正嘉2年（1258年） | 1月13日  | 13   | 叙正二位                                                       | |
| 正嘉2年（1258年） | 10月22日 | 13   | 蒙任大臣兼宣旨                                                 | |
| 正嘉2年（1258年） | 11月1日  | 13   | 任内大臣、是日、行任大臣節會                                   | |
| 正嘉2年（1258年） | 11月3日  | 13   | 蒙大将還宣旨                                                   | |
| 正嘉3年（1259年） | 5月4日   | 14   | 服解父喪                                                       | 後聞、今日申刻入道殿下御年五十歲御薨去、自去年御所労、以岡屋可為御終焉之地之由兼被定云々、而聊有御減、去比御上洛、其後御所労増気、遂於近衛殿令薨給、家之長世之元老也、可歎可悲、（『経俊卿記』同日条）                                                                 |
| 正嘉3年（1259年） | 7月2日   | 14   | 復任                                                           | |
| 文応1年（1260年） | 5月4日   | 15   | 亡父兼経周忌                                                   | 先公周忌正日也、於岡屋有修善□□□□□事、（『深心院関白記』同日条） |
| 文応1年（1260年） | 5月17日  | 15   | 除服                                                           | |
| 文応2年（1261年） | 1月23日  | 16   | 辞大将、賜随身兵仗                                             | |
| 文応2年（1261年） | 1月25日  | 16   | 聴帯剣                                                         | |
| 文応2年（1261年） | 3月27日  | 16   | 転右大臣                                                       | |
| 文応2年（1261年） | 是年     | 16   | 基平男子（家基）誕生                                           | |
| 弘長2年（1262年） | 是年     | 17   | 基平女子（位子）誕生                                           | |
| 弘長3年（1263年） | 1月6日   | 18   | 叙従一位                                                       | |
| 弘長3年（1263年） | 4月2日   | 18   | 為一上                                                         | |
| 文永2年（1265年） | 1月7日   | 20   | 為白馬節會内弁                                                 | |
| 文永2年（1265年） | 1月15日  | 20   | 年初詩歌会                                                     | 密々有詩哥会、年始初度也、（『深心院関白記』同日条） |
| 文永2年（1265年） | 2月13日  | 20   | 基平男子（覚昭）誕生、母久我通能女                             | 寅刻許女房有産気、卯時男子平産也、後物頗遅々、然而無殊事也、（『深心院関白記』同日条） |
| 文永2年（1265年） | 3月5日   | 20   | 基平男子（覚昭）行始                                           | 今日小兒行始也、参前関白御許也、網代車、牛童遣之、前駈六人、布衣雲客両三輩、女房又帰近衛、余同之、北政所同還御、今日小兒車寄、二条大納言也、自前関白帰近衛、（『深心院関白記』同日条）                                                                                 |
| 文永2年（1265年） | 3月9日   | 20   | 長講堂御八講初日                                               | |
| 文永2年（1265年） | 3月13日  | 20   | 為石清水臨時祭上卿                                             | |
| 文永2年（1265年） | 10月5日  | 20   | 転左大臣                                                       | |
| 文永3年（1266年） | 7月20日  | 21   | 基平女子（鷹司兼忠室）誕生、母久我通能女                       | 寅時許、女房有産気、即女子誕生、平安無極者也、（『深心院関白記』同日条） |
| 文永3年（1266年） | 7月27日  | 21   | 基平室久我通能女逝去、基平等帰近衛殿                           | 去寅刻許、女房早世、凡物忩無極、心神共廢、悲哀之至不知謝所者也、北政所・余幷小兒等渡帰近衛、（『深心院関白記』同日条） |
| 文永3年（1266年） | 7月29日  | 21   | 基平心神惘然、有出家之志、竟不叶                               | 心神惘然、忌水漿、世間無常、今更可悲可哀々々々々、万事只如夢、可憐々々、（中略）心中近日悲哀無極、入山林無餘念可訪彼菩提之由、雖志切也、為家猶不得抛、不便々々、事与心参差、不足悲歎々々々々、（『深心院関白記』同月28、29日条）                                       |
| 文永3年（1266年） | 8月4日   | 21   | 亡父兼経月忌                                                   | 先公御月忌如恒、（『深心院関白記』同日条） |
| 文永3年（1266年） | 8月12日  | 21   | 訪近衛基通女龍姬、向後嵯峨上皇進唐錦一段、以為伊勢大神宮遷宮料 | 晚景参龍姬君御許、為神宮遷宮、唐錦一段依召進 院、（『深心院関白記』同日条） |
| 文永3年（1266年） | 8月20日  | 21   | 基平女為近衛基通女龍姬養子                                     | 姬御前可為知足院姬君、普賢寺殿御女、養子之由、今日以兵部卿入道申之、有許容也、且有返報、（『深心院関白記』同日条） |
| 文永3年（1266年） | 9月11日  | 21   | 亡室久我通能女仏経供養                                         | 今日有仏経供養事、為故女房也、請僧三口、不及布施取、仏事了送僧之許、於仏者故女房年来本尊絵像也、経又以彼手跡為料帋者也、（『深心院関白記』同日条） |
| 文永3年（1266年） | 9月16日  | 21   | 基平於西谷殿為亡室久我通能女念仏                               | 於西郊為故女房始不斷念仏、（『深心院関白記』同日条） |
| 文永3年（1266年） | 9月23日  | 21   | 亡室久我通能女舍利講                                           | 於土御門持仏堂、為故女房有舍利講事、（『深心院関白記』同日条） |
|                   | 10月5日  |      | 婚一条実有女                                                   | 左大臣令嫁故入道左大将実有卿女給、（『外記日記』同日条） |
| 文永4年（1267年） | 2月25日  | 22   | 後嵯峨上皇御幸西谷殿                                           | 早旦向西郊、今日密々可有御幸于彼草庵之故也、（『深心院関白記』同日条） |
| 文永4年（1267年） | 2月26日  | 22   | 亡室久我通能女浄土三部経供養                                   | 今日為故女房於西郊有三部経供養、布施白麻三十帖、今朝所送遣也、（『深心院関白記』同日条） |
| 文永4年（1267年） | 2月28日  | 22   | 後嵯峨上皇相語前途事                                           | 参院、依召参御前、數刻有御雜談事、又重事有仰、前途間事也、恐悅相半也、（『深心院関白記』同日条） |
| 文永4年（1267年） | 3月13日  | 22   | 後嵯峨上皇於西谷殿花御覧                                       | 早旦向西郊、今日為花御覧可有彼亭之故也、此花雖一樹甚大也、満七个間堂前庭也、誠無比類也、酉時許御幸、（中略）今朝先御幸亀山殿、即従此亭還御大炊御門殿云々、（『深心院関白記』同日条）                                                                                   |
| 文永4年（1267年） | 9月7日   | 22   | 後嵯峨・後深草両上皇及大宮院御幸日野別荘                       | 院、新院、大宮院御幸左大臣日野別庄、（『外記日記』同日条） |
| 文永4年（1267年） | 12月9日  | 22   | 詔為関白氏長者、随身兵仗等宣下                                 | |
| 文永4年（1267年） | 12月28日 | 22   | 蒙内覽宣旨                                                     | |
| 文永4年（1267年） | 是年     | 22   | 『殿暦』抄出                                                   | |
| 文永5年（1268年） | 3月21日  | 23   | 聴牛車                                                         | |
| 文永5年（1268年） | 11月9日  | 23   | 辞左大臣                                                       | |
| 文永5年（1268年） | 11月19日 | 23   | 薨痢病                                                         | |

## 系譜
- 父：近衛兼経
- 母：九条仁子 - 九条道家の娘
- 正室：西園寺公相の娘
- 室：久我通能の娘
  - 男子：覚昭（1265-1308）、一条院別当大僧正、大覚寺19代門跡
  - 女子：近衛位子（新陽明門院）（1262-1296）、亀山天皇女御
  - 女子：鷹司兼忠室
- 室：一条実有の娘
- 室：洞院実雄の娘
- 室：近衛兼経の娘 - 基平の異母妹
  - 男子：近衛兼教（1267-1336）、准大臣
- 家女房
  - 嫡男：近衛家基（1261-1296）、関白・藤氏長者
- 生母不明の子女
  - 男子：尋基（?-?）、浄土寺大僧正